# Mečenčani
Mečenčani är en ort i Kroatien.   Den ligger i länet Moslavina, i den centrala delen av landet, 70 km sydost om huvudstaden Zagreb. Mečenčani ligger 182 meter över havet och antalet invånare är 147.
Terrängen runt Mečenčani är platt åt nordost, men åt sydväst är den kuperad. Runt Mečenčani är det ganska tätbefolkat, med 75 invånare per kvadratkilometer. Närmaste större samhälle är Hrvatska Kostajnica, 10,3 km sydost om Mečenčani. I omgivningarna runt Mečenčani växer i huvudsak lövfällande lövskog.